# Alash (partido)
Alash (en kazajo: Алаш партиясы, romanizado: Alaş partiası; en ruso: Алаш партиясы, romanizado: Alash partiyasy) fue un partido político y movimiento de liberación de la República Rusa y la Rusia soviética, y el partido gobernante de la Autonomía de Alash en el territorio de las actuales Kazajistán y Rusia. Abogaba por la igualdad de trato entre kazajos y rusos y por el cese de la colonización rusa en territorio kazajo. Fue, en particular, el primer grupo de élite políticamente organizado moderno de kazajos y kirguises.
El partido Alash intentó reforzar la identidad kazaja en lugar de adoptar las identidades rusas. El secularismo occidental y los vínculos con el mundo musulmán fueron los principales temas de división entre la intelectualidad del partido y las élites kazajas durante la guerra civil rusa.
El presidente del partido y presidente de la Autonomía de Alash era Aliján Bukeijánov. Antes de la formación del partido Alash, él y otros miembros destacados del partido pertenecían al liberal Partido Democrático Constitucional. con el que mantenían algunas relaciones.
El partido Alash dejó de existir el 26 de agosto de 1920, después de que los bolcheviques derrotaran al Ejército Blanco que ocupaba el territorio de la Autonomía de Alash y formaran la República Autónoma Socialista Soviética de Kirguistán.

## Acción prerrevolucionaria
En 1916, va a dirigir la revuelta en Kazajistán, encabezada por B. Akeshekéyev, A. Imánov, T. Bolin y A. Zhanbosýnov. Unos 3000 campesinos rusos fueron masacrados en Zhetysu (Semirechye), resistiéndose Amangeldij Imánov y Alibij Jangildín hasta febrero de 1917 en la óblast de Turgay, rindiéndose al gobernador del Turquestán Occidental Alekséi Kuropatkin. Como represalia, los rusos mataron 200 mil kazajos, y unos 300 mil huyeron a China estableciéndose allí, donde aun viven sus descendientes.

## Segundo Congreso Pankazajo

### Proclamación de la Autonomía

División territorial de Asia central en el Imperio ruso. La línea roja son las fronteras del actual Kazajistán.

El partido Alash proclamó la autonomía del pueblo kazajo en diciembre de 1917. En 1917, fueron legalizados, y se diferencia del resto de los partidos del Turquestán por su orientación nacionalista y láica. Durante 1917 y 1918, dominaron las instituciones de su territorio, pero el 3 de marzo de 1918 tuvieron que ceder Almatý a los bolcheviques. 
Para la elaborar un plan de acción, debido a la situación creada después de la Revolución de octubre de 1917, entre el 5 y el 13 de diciembre de 1917, en Oremburgo se celebró el II Congreso Pankazajo. Tomaron parte delegados de todo Kazajistán, de la gubernia de Bukey fundada el 1 de julio de 1917, (antigua Orda de Bukey), los óblasts de los Urales, de Tugraysk, de Akmólinsk, de Semipalátinsk, de Semiréchensk, y de Sirdarynsk, los uyezd kazajos de Ferganá, de Samarcanda, y los óblast del Caspio, la provincia de Amur, y los vólost kazajos de la Gobernación de Altái (formada el 17 de junio de 1917). Los organizadores fueron A. Bukeijánov, A. Baitursýnov, I. Omárov, S. Doshánov y M. Dulátov. El presidente del Congreso fue B. Kulmánov.

### Desarrollo del segundo Congreso Pankazajo
Justo a la apertura del Congreso, los delegados intervinieron trasladando mensajes de los distintos lugares, en los que básicamente se decía que el sur de Kazajistán estaba azotado por el hambre. Hay pueblos aislados, y las autoridades locales no tienen la fuerza necesaria para imponer el orden. Habiendo discutido estos mensajes, el primer punto de la resolución del congreso es el llamamiento “al pueblo, para el cese de la lucha partidista, y la unión”.

### Orden del día
Al orden del día fueron llevados los siguientes puntos:
- 1. La relación con la autonomía de Siberia, del Turquestán y la unión del sudeste;
- 2. La autonomía de los óblast kazajos;
- 3. La milicia
- 4. El Consejo Nacional;
- 5. La Educación;
- 6. El fondo nacional;
- 7. El muftí (муфтиат);
- 8. El tribunal popular;
- 9. La dirección del gobierno
- 10. El problema de la alimentación.

### Exposición de la Autonomía
El tema central del Congreso el tema de la creación de la Autonomía Kazaja. El informe sobre la autonomía fue redactado por Aliján Bukeijánov, su exposición sobre la autonomía kazaja fueron trasladados para su examen en una comisión especial. En nombre de la Comisión, intervino J. Gabbásov. Después de la discusión, el tenor del informe es:
… al final del octubre ha caído el Gobierno provisional ruso, la República Rusa ha perdido el poder, así como ha perdido la confianza y la autoridad moral, que junto al vacío de poder en el país, es posible el estallido de la guerra civil, la onda anárquica alcanza a las ciudades y a los pueblos por todo el país, la anarquía crece día a día. La única salida de la situación difícil que se ha creado, es la organización del poder firme, que reconocería toda la población de los óblast kazajos.
El congreso por unanimidad decidió constituir la autonomía de las regiones kazajas y apropiarse del nombre Alash («Алаш».)

## Organización del Gobierno
Pedían la creación de un Estado ruso federal, con repartición de tierras, cooficialidad lingüística del idioma kazajo y participación en el gobierno. El gobierno consistía de 25 miembros (10 puestos reservados para no kazajos) y por 15 miembros candidatos. Se forma una comisión especial de educación. Se establecen las fuerzas armadas como regimientos milicianos. Como capital se elige a Semipalátinsk, recibiendo después el nombre de Alash Kalá (Алаш-кала). Para la jefatura del gobierno, presidente del Consejo Nacional Pankazajo, se escogerá entre dos alternativas, A. Bukeijánov (Partido Alash) por una parte, y por otra parte se presentaban B. Kulmánov y A. Turlubáev.

## Posicionamiento ideológico
Los líderes de Alash contactaron con el gobierno soviético, Jalel Dosmujámedov y Zhansha Dosmujámedov se encontraron con Lenin y Stalin, mientras que Jalel Gabbásov (en kazajo: Халел Ғаббасов) por su parte entabla conversaciones con Stalin, como comisario del pueblo para las nacionalidades. 
Así mismo, los líderes de Alash establecieron contactos con el atamán Aleksandr Dútov y después de derrocar el poder soviético en Oremburgo, también contactaron con el Comité de Miembros de la Asamblea Constituyente (Komuch) en Samara y el Gobierno Provisional Siberiano en Omsk. De los contactos y compromisos habidos, el Consejo de los Alash decide unirse a estos últimos, al Gobierno Provisional Siberiano de Omsk para luchar contra los soviets. En junio de 1918, se acepta la decisión del Alash que dice:
«Todos los decretos emitidos por el gobierno soviético, en el territorio de los Alash no se reconocen como válidos».
En agosto de 1918, se forma la primera unidad de caballería de los Alash.

## Guerra civil rusa
Con el establecimiento del gobierno kazajo por parte de los líderes de Alash, entre 1918 hasta marzo de 1919, se alían con las fuerzas blancas, entre ellas los cosacos de los Urales, Oremburgo y Semirechye, en su lucha contra los bolcheviques. 
En 1919, el gobierno autónomo fue depuesto por las fuerzas del Ejército Blanco, el grupo de Turgay, liderado por Ajmet Baitursýnov, se aliaron nuevamente con los bolcheviques, que formaron los “ittifaqs” (Comités de Trabajadores Musulmanes). De esa manera fueron amnistiados por los bolcheviques en 1919.
El 11 de septiembre de 1918, se forma la sección occidental de los Alash en el centro de Dusambé en el óblast de los Urales, dirigidas por Zhansha Dosmujamédov. La base Centro-Oriental se traslada de Semipalátinsk a Zhana Semey.
El 4 de abril de 1919, salió el decreto del Comité Ejecutivo Central Panruso (VTsIK), en que se decía que:
«los kirguises (kazajos) que habían tomado partido en la guerra civil contra el poder soviético, así como los miembros y los empleados del antiguo gobierno nacional kirguís "Alash (Алаш-Орда)", no estarán sujetos a persecución alguna ni castigo por su actividad anterior contrarrevolucionaria».

## Final de la guerra civil rusa

Bandera de la República Autónoma Socialista Soviética de Kirguistán, entre 1920 y 1925, que incluía a Kazajistán.

Entre 1919 y 1920, los bolcheviques derrotan a los blancos en la región, y ocupan Kazajistán. El 26 de agosto de 1920, el gobierno soviético establece la República Autónoma Socialista Soviética de Kirguistán (RASS de Kirguistán). Hasta 1923, dominaron los cargos de la creada República Autónoma Socialista Soviética de Kirguistán. En 1925, se cambia el nombre de la República Autónoma Socialista Soviética de Kirguistán al de República Autónoma Socialista Soviética de Kazajistán (RASS de Kazajistán).

## Represaliados
En 1928, fueron expulsados del partido, y no contaron con ellos en la creación de la República Socialista Soviética de Kazajistán en 1936, y poco después sus dirigentes fueron asesinados por orden de Stalin.

## Época postsoviética
En 1990, se funda el partido “Alash”, pero de carácter nacionalista, integrista islámito, panturánico y pantúrquico.